# Галина Костова
Галина Костова е българска писателка и художничка, автор на поредицата „Повелителка“, романа „Легендата за царя“, книгата с разкази „От обич“, романа „Тайната на жената-фараон“ и книгата с разкази „Паметта е жива“.

## Биография
Галина Костова е родена в град Стара Загора. Завършва средното си образование в СОУ „Иван Вазов“ – град Стара Загора, специалност „Информационни технологии“. Член на Дружеството за защита на птиците през 2012 и 2013 година.
Издава първата си самостоятелна книга на 17 години.
Нейни рисунки са представяни на изложби в София, Бургас, Несебър, Черноморец, Казанлък, Силистра, Сунгурларе, Шумен, Варна, Хасково, Перник, Севлиево, Кюстендил, Смолян, както и столици в чужбина, сред които Москва и Лондон, а нейният портрет на А. С. Пушкин е изложен в Държавния историко-литературен музей-заповедник „А. С. Пушкин“ в Москва.
Майка ѝ, инж. Пепа Костова, е неин индивидуален научен ръководител.

## Награди
Галина Костова е носител на международни и национални награди за литература, изобразително изкуство и компютърна графика, фотография и др., някои от които са:
- Носител на най-високото отличие на Министерството на културата Почетен знак „Златен век“ – печат на Цар Симеон Велики – сребърен
- Грамота за принос в развитието и утвърждаването на българската култура и национална идентичност – 28 ноември 2018 г.
- Лауреат на Голямата награда за постижения в област Изкуства през 2012 г. на Фондация „Димитър Бербатов“.
- Лауреат на Фондация „Шанс за децата на България“ за 2013 година, Бургас, 2013 г.
- Носител е на Националната литературна награда „Димитър Димов“ за млад автор, София, 2016.